# Джек Макконнелл
Джек Вілсон Макконнелл, барон Макконнелл Гленскорродейл (англ. Jack Wilson McConnell, Baron McConnell of Glenscorrodale; нар. 30 червня 1960, Ірвін, Шотландія) — британський політик-лейборист, довічний п'єр Палати лордів. Він був 3-м Першим міністром Шотландії з 2001 по 2007 рік, членом Парламенту Шотландії з 1999 по 2011 рік.